# Porno Poker
Porno Poker è un film pornografico del 1984 diretto da Riccardo Schicchi. Esso è uno dei video girati prima dell'era di Telefono rosso, la quale segna il debutto di Ilona Staller nell'hardcore anche se realizzato dopo La conchiglia dei desideri uscito successivamente.
Il film, come da titoli di coda, è stato interamente girato a Parigi e prende a narrare una storia che, negli anni ottanta poteva essere premonitrice della fine della guerra fredda, ovvero lo scoppio della terza guerra mondiale.

## Produzione
Nonostante sia interpretato quasi solo da attori stranieri, il film è (per quel poco che serviva) tutto parlato in italiano in presa diretta.

## Trama
Dopo che il male ha colpito il mondo conosciuto distruggendolo, in un'altra dimensione si scopre che esiste ancora la vita.
È Cicciolina, che si trova in un'atmosfera onirica in compagnia di un serpente con il quale è in contatto telepatico, l'unica sopravvissuta alle radiazioni atomiche. Il rettile la invita a godere della pace e della serenità della quarta dimensione ma la protagonista, interessatasi al libro del passato, lo apre e viene trasportata in un periodo antecedente allo scoppio della guerra e, indossando una maschera a forma di farfalla, fa ingresso ad un tavolo di giocatori di poker. 
Il gioco è semplice: il vincitore della mano dovrà portare al piacere la donna prescelta, qualora fallisse verrà trasformato nel nulla. La donna da portare al piacere dovrà indossare una maschera.
Cicciolina, dopo aver compreso che quel mondo passato non le consentiva di ottenere quella pace e serenità desiderata, decide di reindossare la maschera da farfalla e ritornare nella quarta dimensione in compagnia del suo rettile, dove potrà godere delle gioie dell'eternità.